# 平野広吉
平野 広吉（ひらの ひろきち、1915年9月5日 - 1989年1月15日）は、将棋棋士。斎藤銀次郎八段門下。棋士番号は45。千葉県松戸市出身。

## 棋歴
錬成会（現在の奨励会）時代に錬成会選抜戦で優勝し、四段になる。

1947年度の第2期順位戦に初参加。1958年度の第12期順位戦まで出場。

## 人物
弟子に所司和晴、川上猛、岡崎洋がいる。
孫弟子には名人を獲得した渡辺明（所司門下）がいる。

## 昇段履歴
- 1937年 入門
- 1947年 四段　=　プロ入り
- 1948年 五段
- 1965年 引退
- 1969年 贈六段
- 1989年1月16日 追贈七段

## 主な成績
- 順位戦自己最高はC級2組。